# Ganj Dundawara
Ganj Dundawara is een stad en gemeente in het district Kasganj van de Indiase staat Uttar Pradesh.

## Demografie
Volgens de Indiase volkstelling van 2001 wonen er 41.245 mensen in Ganj Dundawara, waarvan 53% mannelijk en 47% vrouwelijk is. De plaats heeft een alfabetiseringsgraad van 44%.